# Bokov
Bokov je priimek več oseb:
- Fjodor Jefimovič Bokov, sovjetski general
- Maksim Eduardovič Bokov, ruski nogometaš
- Vladimir Bokov, agent NKVD